# Wolfson History Prize
Der Wolfson History Prize ist ein seit 1972 von der britischen Wolfson Foundation vergebener Preis für Geschichtsschreibung in Großbritannien, die sich an eine allgemeine Leserschaft wendet. Ausgezeichnet werden meist zwei bis drei Publikationen des laufenden Jahres, zuletzt immer nur eine. Diese Publikationen müssen von einem britischen Autor sein und das Buch jeweils in Großbritannien veröffentlicht. 2016 war die Auszeichnung für beide Preisträger mit je 30.000 Pfund dotiert, seitdem erhielten einzelne Preisträger jeweils 40.000 Pfund (und jeder Autor auf der Shortlist 4.000 Pfund). 2022 erhöhen diese Beträge sich auf 50.000 Pfund für den Gewinner und jeweils 5.000 Pfund für die fünf weiteren Shortlist-Autoren.
Gelegentlich wird auch ein Preis für ein Lebenswerk verliehen.

## Preisträger
- 1972 Michael Howard, The Grand Strategy: August 1942 – September 1943 (Her Majesty’s Stationery Office)
0000 Keith Thomas, Religion and the Decline of Magic (Weidenfeld & Nicholson)
- 1973 Frances A. Yates, The Rosicrucian Enlightenment (Routledge & Keegan Paul)
0000 W. L. Warren, Henry II (Eyre & Spottiswoode)
- 1974 Moses Finley, The Ancient Economy (Chatto & Windus)
0000 Theodore Zeldin, France, 1848–1945: Ambition, Love and Politics (Oxford University Press)
- 1975 Frances Donaldson, Edward VIII (Weidenfeld & Nicholson)
0000 Olwen Hufton, The Poor of Eighteenth-century France 1750–1789 (Oxford University Press)
- 1976 Nikolaus Pevsner, A History of Building Types (Thames & Hudson)
0000 Norman Stone,  The Eastern Front: 1914–17 (Hodder & Stoughton)
- 1977 Denis Mack Smith, Mussolini’s Roman Empire (Longman & Co)
0000 Simon Schama, Patriots and Liberators: Revolution in the Netherlands 1780–1813 (Collins)
- 1978 Alistair Horne, A Savage War of Peace : Algeria, 1954–1962 (Macmillan)
- 1979 Richard Cobb, Death in Paris: The Records of the Basse-Geôle de la Seine, October 1795 – September 1801, Vendémiaire Year IV – Fructidor Year IX (Oxford University Press)
0000 Mary Soames, Clementine Churchill: The Biography of a Marriage (Cassell)
0000 Quentin Skinner, The Foundations of Modern Political Thought (Cambridge University Press)
- 1980 F. S. L. Lyons, Culture and Anarchy in Ireland, 1890–1939 (Oxford University Press)
0000 Robert Evans, The Making of the Habsburg Monarchy, 1550–1700: An Interpretation (Oxford University Press)
- 1981 John Wyon Burrow, A Liberal Descent: Victorian Historians and the English Past (Cambridge University Press)
- 1982 John McManners, Death and the Enlightenment: Changing Attitudes to Death Among Christians and Unbelievers in Eighteenth-Century France (Oxford University Press)
- 1983 Martin Gilbert, Winston S. Churchill: Finest Hour, 1939–1941 (Heinemann)
0000 Kenneth Vivian Rose, George V (Weidenfeld & Nicholson)
- 1984 Antonia Fraser, The Weaker Vessel (Weidenfeld & Nicholson)
0000 Maurice Keen, Chivalry (Yale University Press)
- 1985 John Grigg, Lloyd George, From Peace To War 1912–1916 (Methuen)
0000 Richard Davenport-Hines, Dudley Docker: The Life and Times of a Trade Warrior (Cambridge University Press)
- 1986 J. H. Elliott, The Count-Duke Of Olivares: The Statesman In An Age Of Decline  (Yale University Press)
0000 Jonathan Israel, European Jewry in the Age of Mercantilism, 1550–1750 (Oxford University Press)
- 1987 R. R. Davies, Conquest, Coexistence, and Change: Wales, 1063–1415 (Oxford University Press)
0000 John Pemble, The Mediterranean Passion: Victorians And Edwardians in the South (Oxford University Press)
- 1989 Paul Kennedy, The Rise and Fall of the Great Powers: Economic Change and Military Conflict from 1500 To 2000 (Unwin Hyman)
0000 Richard Evans, Death in Hamburg: Society and Politics in the Cholera Years, 1830–1910 (Oxford University Press)
- 1990 Donald Cameron Watt, How War Came: The Immediate Origins of the Second World War, 1938–1939 (William Heinemann)
0000 Richard A. Fletcher, The Quest for El Cid  (Huchinson)
- 1991 Colin Platt, The Architecture of Medieval Britain: A Social History (Yale University Press)
- 1992 Alan Bullock, Hitler and Stalin: Parallel Lives (Harper Collins)
0000 John Bossy, Giordano Bruno and the Embassy Affair (Yale University Press)
- 1993 Robert Skidelsky, John Maynard Keynes: The Economist as Saviour, 1920–1937 (Pan Macmillan)
0000 Linda Colley, Britons: Forging the Nation 1707–1837 (Yale University Press)
- 1994 Barbara Harvey, Living and Dying in England, 1100–1540: The Monastic Experience (Oxford University Press)
0000 Robert Bartlett, The Making of Europe: Conquest, Colonization and Cultural Change, 950–1350 (Viking)
- 1995 Fiona MacCarthy, William Morris: A Life for Our Time (Faber & Faber)
0000 John C. G. Röhl, The Kaiser and His Court: Wilhelm II and the Government of Germany (Cambridge University Press)
- 1996 H. C. G. Matthew, Gladstone 1875–1898 (Oxford University Press)
- 1997 Orlando Figes, A People’s Tragedy: A History of the Russian Revolution (Jonathan Cape)
- 1998 John Brewer, Pleasures of the Imagination: English Culture in the Eighteenth Century (HarperCollins)
0000 Patricia Hollis, Jennie Lee: A Life (Oxford University Press)
- 1999 Antony Beevor, Stalingrad (Viking)
0000 Amanda Vickery, The Gentleman’s Daughter: Women’s Lives in Georgian England (Yale University Press)
- 2000 Andrew Roberts, Salisbury: Victorian Titan (Weidenfeld & Nicholson)
0000 Joanna Bourke, An Intimate History of Killing (Granta Books)
- 2001 Ian Kershaw, Hitler, 1936–1945: Nemesis (Allen Lane)
0000 Mark Mazower, The Balkans (Weidenfeld & Nicholson)
0000 Roy Porter, Enlightenment: Britain and the Creation of the Modern World (Allen Lane)
- 2002 Barry Cunliffe, Facing the Ocean: The Atlantic and Its Peoples (Oxford University Press)
0000 Jerry White, London in the 20th Century: A City and Its Peoples (Viking)
- 2003 Robert Gildea, Marianne in Chains: In Search of the German Occupation (Macmillan)
0000 William Dalrymple, White Mughals: Love and Betrayal in Eighteenth-century India (HarperCollins)
- 2004 Diarmaid MacCulloch, Reformation: Europe's House Divided 1490–1700 (Allen Lane: Penguin Press)
0000 Frances Harris, Transformations of Love: The Friendship of John Evelyn and Margaret Godolphin (Oxford University Press)
0000 Julian T. Jackson, The Fall of France: The Nazi Invasion of 1940 (Oxford University Press)
- 2005 David Reynolds, In Command of History: Churchill Fighting and Writing the Second World War (Allen Lane: Penguin Press)
0000 Richard Overy, The Dictators: Hitler's Germany; Stalin's Russia (Allen Lane: Penguin Press)
- 2006 Evelyn Welch, Shopping in the Renaissance (Yale University Press)
0000 Chris Wickham, Framing the Early Middle Ages: Europe and the Mediterranean, 400–800 (Oxford University Press)
- 2007 Adam Tooze, The Wages of Destruction|The Wages of Destruction: The Making and Breaking of the Nazi Economy (Allen Lane: Penguin Press)
0000 Christopher Clark, Iron Kingdom: The Rise and Downfall of Prussia, 1600–1947 (Allen Lane: Penguin Press)
0000 Vic Gatrell, City of Laughter: Sex and Satire in Eighteenth-Century London (Atlantic Books)
- 2008 John Gareth Darwin, After Tamerlane: The Global Story of Empire (Allen Lane)
0000 Rosemary Hill, God’s Architect: Pugin & the Building of Romantic Britain (Allen Lane)
- 2009 Mary Beard, Pompeii: The Life of a Roman Town (Profile Books)
0000 Margaret M. McGowan, Dance in the Renaissance: European Fashion, French Obsession (Yale University Press)
- 2010 Dominic Lieven, Russia Against Napoleon: The Battle for Europe, 1807–1814 (Allen Lane: Penguin Press)
0000 Jonathan Sumption, Divided Houses: The Hundred Years War (Vol. 3) (Faber & Faber)
- 2011 Ruth Harris, The Man on Devil’s Island: The Affair that Divided France (Allen Lane: Penguin Press)
0000 Nicholas Thomas, Islanders: The Pacific in the Age of Empire (Yale University Press)
- 2012 Susie Harries, Nikolaus Pevsner: The Life (Chatto & Windus)
0000 Alexandra Walsham, The Reformation of the Landscape (Oxford University Press)
- 2013 Christopher Duggan, Fascist Voices: An Intimate History of Mussolini’s Italy  (Boydell Press)
0000 Susan Brigden, Thomas Wyatt: The Heart’s Forest (Faber & Faber)
- 2014 Cyprian Broodbank, The Making of the Middle Sea
0000 Catherine Merridale, Red Fortress: The Secret Heart of Russia’s History
- 2015 Richard Vinen, National Service: Conscription in Britain, 1945–1963
0000 Alexander Watson, Ring of Steel: Germany and Austria-Hungary at War, 1914–1918
- 2016 Robin Lane Fox, Augustine: Conversions and Confessions
0000 Nikolaus Wachsmann, KL: A History of the Nazi Concentration Camps
- 2017 Christopher de Hamel, Meetings with Remarkable Manuscripts
- 2018 Peter Marshall, Heretics and Believers: A History of the English Reformation
- 2019 Mary Fulbrook, Reckonings: Legacies of Nazi Persecution and the Quest for Justice
- 2020 David Abulafia, The Boundless Sea: A Human History of the Oceans
- 2021 Sudhir Hazareesingh, Black Spartacus: The Epic Life of Toussaint Louverture
- 2022 Clare Jackson, Devil-Land: England Under Siege, 1588–1688
- 2023 Halik Kochanski, Resistance The Underground War in Europe, 1939–1945
- 2024 Joya Chatterji, Shadows at Noon: The South Asian Twentieth Century

## Preise für das Lebenswerk
- 1978 – Howard Colvin
- 1981 – Owen Chadwick
- 1982 – Steven Runciman
- 1996 – Eric Hobsbawm
- 1999 – Asa Briggs
- 2001 – Roy Jenkins
- 2004 – Christopher Alan Bayly